# Роторуа (кальдера)
Кальдера Роторуа является одной из нескольких крупных кальдер, расположенных в вулканической зоне Таупо на Северном острове Новой Зеландии. Последнее крупное извержение Роторуа состоялось около 220 000 лет назад. Объём извергнутого материала превысил 340 км³, а игнимбритовые отложения этого извержения, под названием Мамаку, покрыли площадь около 4000 км². После извержения опустевшая магматическая камера рухнула, образовав современную кальдеру. Её диаметр составляет около 22 км и в настоящее время она заполнена водами озера Роторуа. Остров Мокоиа, недалеко от центра озера, представляет собой риолитовый вулканический купол. Помимо него существует еще несколько куполов, такие как Хинемоа-Пойнт, Нгонготаха, Похатуроа и Пукероа. Последняя вулканическая активность Роторуа состоялась менее 25 000 лет назад и выражалась в извержении трёх вулканических куполов. Район возле кальдеры проявляет большую геотермальную активность.
В конце 2015 года в кальдере произошло несколько геотермальных взрывов, привлёкших к себе внимание специалистов. Эти взрывы стали первыми в кальдере Роторуа с 2001 года. Точная причина взрывов неизвестна, однако, они могли быть вызваны землетрясением, произошедшем 13 ноября 2015 года в Новой Зеландии и имевшем магнитуду 7,8. Данная геотермальная деятельность не является признаком повышения вулканической активности, а является обычным явлением для вулканически активного Северного острова.